# پتر دورسکی
پِتِر دوُرسکی (اسلواکی: Peter Dvorský؛ زادهٔ ۲۵ سپتامبر ۱۹۵۱) خوانندهٔ اپرا و دارای صدای تنور اهل کشور اسلواکی است.